# Mitracarpus hirtus
Mitracarpus hirtus är en måreväxtart som först beskrevs av Carl von Linné, och fick sitt nu gällande namn av Augustin Pyrame de Candolle. Mitracarpus hirtus ingår i släktet Mitracarpus och familjen måreväxter. Inga underarter finns listade i Catalogue of Life.